# 鷹山頼茂
鷹山 頼茂（たかやま よりしげ）は、江戸時代前期の武士。大和国の出身で、森忠広、京極高広に仕えた。東大寺大仏殿の再興に尽力した公慶の父。

## 生涯
鷹山氏は大和国添下郡鷹山荘（現在の奈良県生駒市高山町）を本拠とする国人。頼茂の父・頼一は鷹山氏の分流である窪庄氏出身で、鷹山氏の嫡流が途絶えたことからその跡を継いだ。天正13年（1585年）に筒井定次が伊賀国に転封となった際、頼一も伊賀上野に移り住んでいる。
慶長7年（1602年）、頼茂は鷹山で誕生した。
大坂の陣が始まると、母方の祖父・坂上尊忠は豊臣方として大坂城に入ったが、当時12、3歳の頼茂も大坂城に呼ばれて御馬揃えに参加し、豊臣秀頼に拝謁している。
慶長20年（1615年）5月6日、尊忠が鉄砲傷により死去。大坂落城の際、頼茂は尊忠の妻に連れられ鷹山へと向かうも、松平下総守家中の某により乱妨されて、鷹山に程近い山城国加茂に連れてこられる。頼茂がそこから鷹山に書状を送ると鷹山から迎えの者数百人が来たといい、鷹山に帰還することとなった。
頼茂はその後鷹山に隠棲していたが、大坂籠城の者への赦免を受けて、江戸へと下る。頼茂は大和出身の柳生宗矩のもとで兵法稽古をやりとげ、宗矩の口添えで森忠広に仕えた。
寛永10年（1633年）8月22日に森忠広が死去すると、頼茂は美作国を退去する。その後、京極高広に仕えて丹後国宮津に住んだ。正保4年（1647年）、頼茂は暇乞いして鷹山近くの南都（奈良）に移り、39年を過ごすことになる。頼茂はそこで薙髪して、自省と号した。
奈良では、父・頼一の実兄である窪庄宗重の娘（頼茂の従姉妹）の光心尼が興福院の住持を務めており、頼茂の娘がその弟子となって清心尼と名乗った。承応3年（1654年）9月21日、清心尼が12歳の時に光心尼が死去。光心尼は清心尼に跡を継がせ、鷹山家が代々興福院を相続するよう遺言していたが、寺内にはそれに背いて輪番にしようとする動きがあった。この時、頼茂は江戸へと下り、寺社奉行の安藤右京亮・松平出雲守・井上河内守に7年にわたり訴え、光心尼も清心尼を連れて江戸に赴き、老中と寺社奉行に清心尼を跡目の弟子とするよう願っていた。この願いは将軍・徳川家光に聞き入れられ、光心尼の遺言に従って、清心尼を興福院の住持とするよう言い渡された。
興福院はこの後、徳川家綱から法蓮村（奈良市法蓮町）に寺地数百間を与えられ、塔堂や徳川家光の御霊屋を移し、院内に樹々を植えたが、これは皆頼茂の功によるものとされる。
貞享3年（1686年）7月19日、頼茂は病により死去した。享年85歳。生地である鷹山の円楽寺に葬られた。

## 系譜
- 父：鷹山頼一（? - 1635年）[1]
- 母：坂上尊忠の娘[1]
- 正室：春光院（1616年 - 1692年）[5] - 四宮勘左衛門の娘[1]。
  - 男子：鷹山頼忠（1640年[1] - 1703年[1][8]） - 越後村上城主の榊原勝乗に仕える[1]。
  - 女子：鵜野近昌（本多政利家臣）の妻[1] - 娘が頼忠の養女として興福院に入寺し、教心尼と名乗った[1]。
  - 女子：教誉清心尼（1643年 - ?）[1] - 興福院住持[1]。徳川家綱より法蓮村に寺地を与えられる[1]。
  - 男子：森村弓元（? - 1689年）[1][9] - 了玄とも[1][9]。山城国平尾の森村家を継ぐ[1]。病の末に自害[9]。
  - 男子：公慶（1648年 - 1705年）[10][11] - 頼茂の7人目の子[2]。東大寺大仏殿の再建に力を尽くした[11][12]。
- 生母不明の子女
  - 七男：鷹山助十郎 - 頼茂の異母弟・頼直の養子となる[1]。